# Princes Ice Hockey Club
Princes IHC (celým názvem: Princes Ice Hockey Club) byl anglický amatérský klub ledního hokeje, který sídlil v londýnském obvodu Hammersmith a Fulham. Založen byl v roce 1896 v Hammersmithu. Patřil mezi první založené kluby ledního hokeje ve Spojeném království. Na počátku dvacátého století býval častým reprezentantem britského národního výběru na reprezentačních turnajích (především Turnaje LIGH v letech 1911, 1913 a 1914). V roce 1908 se stal vítězem hokejového turnaje v Berlíně, což byla vůbec první mezinárodní soutěž v ledním hokeji. Zanikl v roce 1914 v důsledku vypuknutí první světové války.
Své domácí zápasy odehrával na Princes Skating Club v Hammersmithu.

## Získané trofeje
- Hokejový turnaj v Berlíně ( 1× )
  - 1908
- Hokejový turnaj v Les Avants ( 1× )
  - 1914